# Ahlmannfonna
De Ahlmannfonna is een gletsjer op het eiland Nordaustlandet, dat deel uitmaakt van de Noorse eilandengroep Spitsbergen.
De gletsjer is vernoemd naar de Zweedse glacioloog Hans Jacob Konrad Wilhelmsson Ahlmann (1889-1974).

## Geografie
De gletsjer ligt in het zuidelijk deel van Prins Oscarsland en heeft een diameter van ongeveer zes kilometer.
Naar het noordoosten ligt het fjord Duvefjorden, naar het westen het fjord Rijpfjorden.
De gletsjer ligt los van de ijskap Austfonna in het zuidoosten en de ijskap Vestfonna naar het zuidwesten.